# Cóc tía Lợi Xuyên
Cóc tía Lợi Xuyên hay cóc tía chân màng lớn, (danh pháp khoa học: Bombina lichuanensis, tên tiếng Anh: Lichuan Bell Toad), cóc chuông Lợi Xuyên) là một loài cóc thuộc họ Bombinatoridae. Đây là loài đặc hữu của Hồ Bắc và Tứ Xuyên ở Trung Quốc. Có ở huyện cấp thị Lợi Xuyên (châu tự trị Ân Thi, tỉnh Hồ Bắc) và huyện tự trị dân tộc Di Mã Biên (địa cấp thị Lạc Sơn, tỉnh Tứ Xuyên).
Môi trường sống tự nhiên của chúng là rừng ôn đới, đầm nước, và đầm nước ngọt. Chúng hiện đang bị đe dọa vì mất môi trường sống.